# Maud Adamsová
Maud Adamsová, respektive Maud Adams, rodným jménem Maud Solveig Christina Wikström (* 12. února 1945, Luleå) je švédská herečka a bývalá modelka. Známou se stala díky rolím Bond girl, kdy ztvárnila postavu Andrey Andersové v bondovce Muž se zlatou zbraní (1974) a hlavní roli Octopussy v dalším snímku série Chobotnička (1983).

## Osobní a profesní život
Narodila se jako Maud Solveig Christina Wikströmová ve švédském městě Luleå vládní daňové úřednici Thyře a finančnímu kontrolorovi Gustavu Wikströmovým. Protože plynně hovoří pěti jazyky, uvažovala o kariéře tlumočnice. Objevena pro modeling byla v roce 1963, když jí v obchodě oslovil profesionální fotograf s žádostí o sérii snímků. Ty poté zaslal do soutěže Miss Švédsko pořádané norským časopisem Allers, ve které zvítězila. Tím byla odstartována její dráha modelky.
Přestěhovala se do Paříže a později do New Yorku, kde pracovala pro Eileen Ford. V té době byla jednou z nejlépe vydělávajících modelek na světě. Filmová kariéra začala v roce 1970, když byla požádána o ztvárnění role fotomodelky v úvodních titulcích snímku Kluci z party. Pak se objevila jako host v amerických seriálech Hawaii Five-O a Kojak (dva díly, 1977).
Známou se stala díky roli ničemné milenky Andrey Andersové v bondovce Muž se zlatou zbraní z roku 1974, kde se objevila vedle Rogera Moorea a Christophera Lee. Rok poté si zahrála ve futuristické sci-fi režiséra Normana Jewisona Rollerball (1975), několika evropských snímcích (např. dramatu Laura, les ombres de l'été, 1979) a spolu s Brucem Dernem v americkém thrilleru Tattoo z roku 1981. Do série bondovek se vrátila v roce 1983, když ztvárnila po boku Jamese Bonda představovaného opět Rogerem Moorem, hlavní postavu Octopussy v bondovce Chobotnička. V obou filmech, ve kterých se objevila, hrály další Bond girl Švédky. V prvním roli Mary Goodnightové Britt Ekland a ve druhém postavu Magdy Kristina Wayborn.
V roce 1984 si zahrála ve filmovém dramatu Nimrod východní Afriky a další rok se objevila v malé roli poslední bondovky s Rogerem Moorem Vyhlídka na vraždu (1985). V letech 1983–1984 byla obsazena do amerického seriálu Emerald Point N.A.S., také si ovšem zahrála v kvalitativně horších filmech jako byla například akční komedie Jana a zapomenuté město (1987). Roku 1993 ztvárnila roli v Případu odložených manželek, jednom z řady filmů s Perry Masonem. Další rok byla hostem ve švédském televizním seriálu Kafé Luleå (1993) a také hrála v mýdlové opeře Vita lögner z roku 1998. V roce 2000 se objevila jako host v americkém sitcomu Zlatá sedmdesátá, kde hrála roli jedné z družiček Tanyi Robertsové, spolu s dalšími Kristinou Waybornovou a Barbarou Carrerovou. Všechny čtyři herečky jsou bývalými Bond girl.
Působila také ve funkci prezidentky kosmetické firmy Scandinavian Biocosmetics.
Poprvé byla provdaná v letech 1966–1975 za fotografa Roye Adamse. Poté byli jejími partnery herec Reid Smith a plastický chirurg Steven Zax. Podruhé se vdala v roce 1999 za současného manžela, soudce ve výslužbě a privátního mediátora Charlese Rubina. Nemá žádné děti.

## Filmografie
| - Kluci z party (1970) ... (role) Photo Model - The Christian Licorice Store (1971) ... Cynthia - Mahoney's Estate (1972) ... Miriam - U-Turn (1973) ... Paula/Tracy - Muž se zlatou zbraní (1974) ... Andrea Andersová - Rollerball (1975) ... Ella - Killer Force (1976) ... Clare - Merciless Man (1977) ... Marta Mayer - Laura ... Sarah - Tattoo (1981) ... Maddy - Jugando con la muerte (1982) ... Carmen - Chobotnička (1983) ... Octopussy - Vyhlídka na vraždu (1985) ... žena v rybářství Wharfa Crowda (není v titulcích) - Hell Hunters (1986) ... Amanda - The Women's Club (1987) ... Angie - Jana a zapomenuté město (1987) ... Lola Pagola - Angel III: The Final Chapter (1988) ... Nadine - The Mysterious Death of Nina Chereau (1988) ... Ariel Dubois - Deadly Intent (1988) ... Elise Marlowe - The Kill Reflex (1989) ... Crystal Tarver - Vášeň muže (1989) ... Susana - Favortika (1989) ... Sineperver - Ďábelský kruh (1990) .. Fima - Ringer (1996) ... Leslie Polokoff - The Seekers (2006) ... Ella Swanson |

- Love, American Style (1971)
- Gäst hos Hagge (1975)
- Kojak (1977) (2 díly) ... Elenor Martinson
- Hawaii Five-O (1977) ... Maria Noble
- Big Bob Johnson and His Fantastic Speed Circus (1978) ... Vikki Lee Sanchez
- The Hostage Tower (1980) ... Sabrina Carver
- Playing for Time (1980) ... Mala
- Chicago Story (1982) ... Dr. Judith Bergstrom
- Emerald Point N.A.S. (1983) ... Maggie Farrell
- Nimrod Východní Afriky (Nairobi Affair) (1984) ... Anne Malone
- Blacke's Magic (1986) ... Andrea Starr
- Hotel (1986) ... Kay Radcliff
- Mission: Impossible (1989) ... Catherine Balzac
- Perry Mason: Případ odložených manželek (1993) ... Shelly Talbot Morrison
- Kafé Luleå (1994) ... jako host
- Radioskugga (1995) TV-series ... Sister Katarina (jako host)
- Walker, Texas Ranger (1996) ... Simone Deschamps
- Vita lögner (1998) (20 episodes) ... Ellinor Malm
- That '70s Show (2000) ... Holly
- Women Who Rate a 10 (1981)
- Battle of the Network Stars XI (1981)
- Så ska det låta (1997) (televizní seriál)
- Příběh Jamese Bonda (1999)
- The Men Behind the Mayhem: The Special Effects of James Bond (2000)
- Inside 'The Man with the Golden Gun' (2000)
- Inside 'Octopussy'  (2000)
- Inside 'A View to a Kill'  (2000)
- Bond Girls are Forever (2002) (TV)
- Premiere Bond: Die Another Day (2002)
- James Bond: A BAFTA Tribute (2002)
- Kafé Luleå (1994) (televizní seriál)